# Организация по исследованию космического пространства и дистанционному зондированию
Организация по исследованию космического пространства и дистанционному зондированию (бенг. মহাকাশ গবেষণা ও দূর অনুধাবন কেন্দ্র) — национальное агентство Бангладеш по исследованию космоса. Английская аббревиатура — SPARRSO (Bangladesh Space Research and Remote Sensing Organization).
SPARRSO была создана в 1980 году как автономная исследовательская организация при правительстве Бангладеш, став основным национальным институтом, занимающимся мирным исследованием космоса, дистанционным зондированием Земли и геоинформационными системами. Она работает в тесном сотрудничестве с американским NASA, японским JAXA, французским CNES и китайским CNSA.
В 2008 году Бангладешская телекоммуникационная компания и Форум за улучшение бизнеса предложили, чтобы Бангладеш немедленно предпринял шаги для запуска спутника, так как это является очень важным для развития телекоммуникационного сектора страны. В апреле 2009 года премьер-министр Шейх Хасина заявила о намерении её правительства вывести на орбиту первый бангладешский спутник в 2013 году. В ноябре 2009 года правительство Бангладеш официально объявило, что в соответствии с концепцией «цифрового Бангладеш» планируется вывести на орбиту телекоммуникационный спутник в 2011 году при помощи других стран. Правительство также подчеркнуло, что страна намерена использовать космос в мирных целях.
В марте 2010 года во время китайско-бангладешской встречи на высшем уровне китайская сторона выразила интерес в том, чтобы предоставить Бангладеш всю необходимую помощь для вывода спутника на орбиту.